# مثلث المعرفة
مثلث المعرفة (بالإنجليزية: Knowledge triangle) مثلث المعرفة هوالتفاعل الناشئ بين البحث والتعليم والابداع، والتي تعدّ بدورها المحركات الجوهرية لمجتمع قائم على المعرفة. وقد ذكرها أيضاً الاتحاد الأوروبي وذلك في محاولة لتحسين الربط بين هذه المفاهيم الرئيسية، ولقد تم تسليط الضوء بالفعل على عنصري البحث والابداع وذلك من منظور الاستراتيجه في لشبونة عاصمة البرتغال، ومؤخراً تكمن وراء إنشاء المعهد الأوروبي للتكنولوجيا.

## روابط خارجية
- Website of pilot projets that developed concepts for the organization of the EIT نسخة محفوظة 9 يونيو 2016 على موقع واي باك مشين.
- EIT: a new model for the knowledge triangle